# 峨瓏峡
峨瓏峡（がろうきょう）は、秋田県藤里町にある渓谷。藤里峡の一つ。2004年に指定された秋田白神県立自然公園に含まれている。

## 概要
峨瓏峡（がろうきょう）は、白神山地を通り秋田県と青森県を結ぶ青森県道・秋田県道317号西目屋二ツ井線沿いの滝の沢にある「峨瓏大滝」や「白糸二段の滝」がある渓谷。天然秋田スギがイタヤカエデ、トチノキなどの広葉樹のなかにあり、昼なお暗い鬱蒼とした渓谷である。「峨瓏大滝親水公園」として整備されている。駐車場などがある入口から、約600メートルの遊歩道があり、20分ほどの森林浴コースとなっている。
峨瓏大滝は落差12メートルで、滝壺前には不動明王を祭った滝ノ沢神社がある。
白糸二段の滝は、上段と下段の滝の間に、奥行きがある２段の滝で、峨瓏大滝より奥へ歩いて約５分のところにある。
峨瓏峡の上流部には高山（たかやま）と呼ばれる里山があり、約３キロの自然観察路が整備されている。　詳細は高山 (藤里町)を参照
峨瓏大滝は、江戸時代の旅行家、菅江真澄が訪れた景勝地でもあり、滝ノ沢神社の境内には、その時に詠んだ和歌の歌碑が設置されている。
菅江真澄の和歌・・・
『零（ふ）る雪か　花があらぬか　山風に　さそわれてちる　滝のしら泡』

## ギャラリー

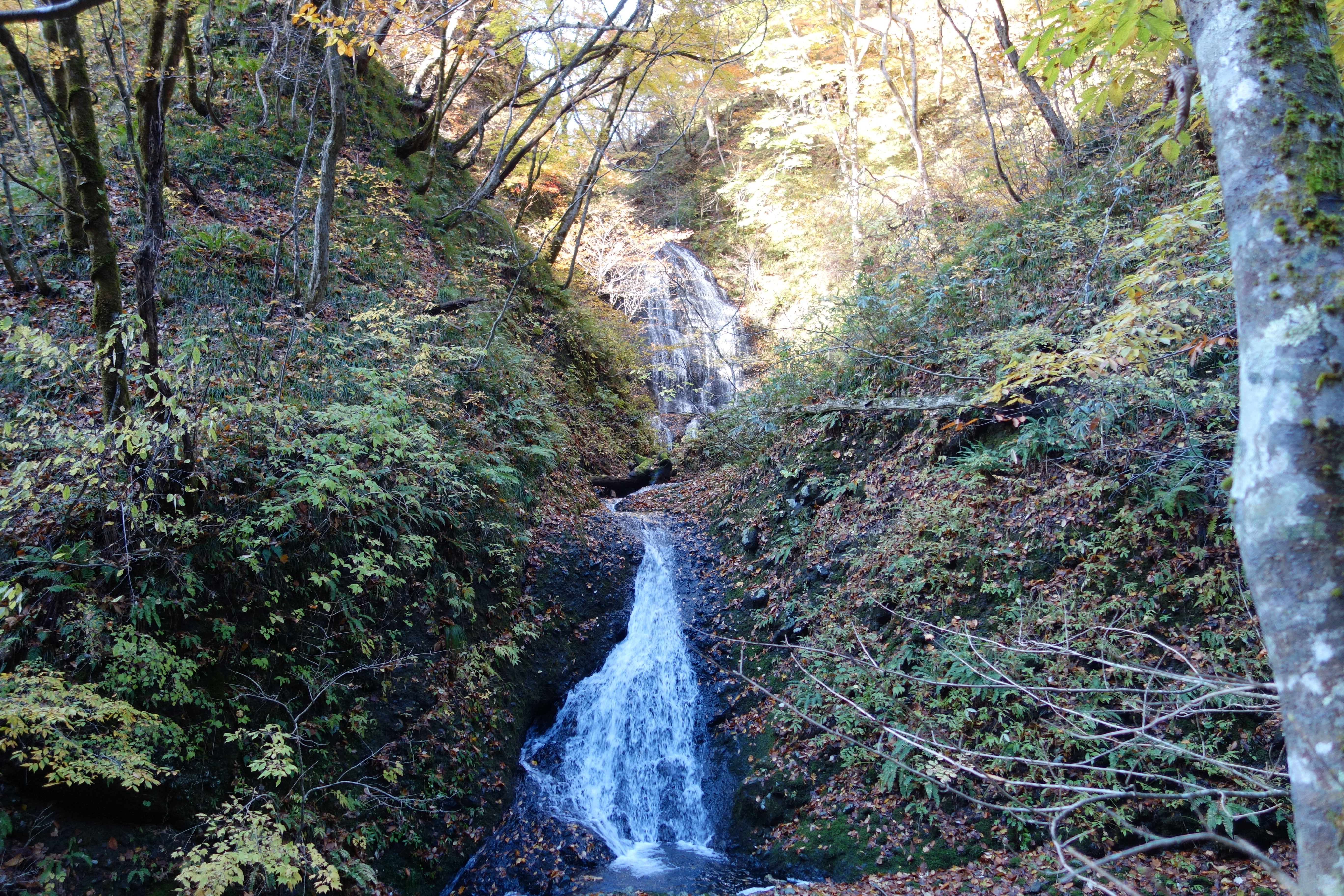
白糸二段の滝
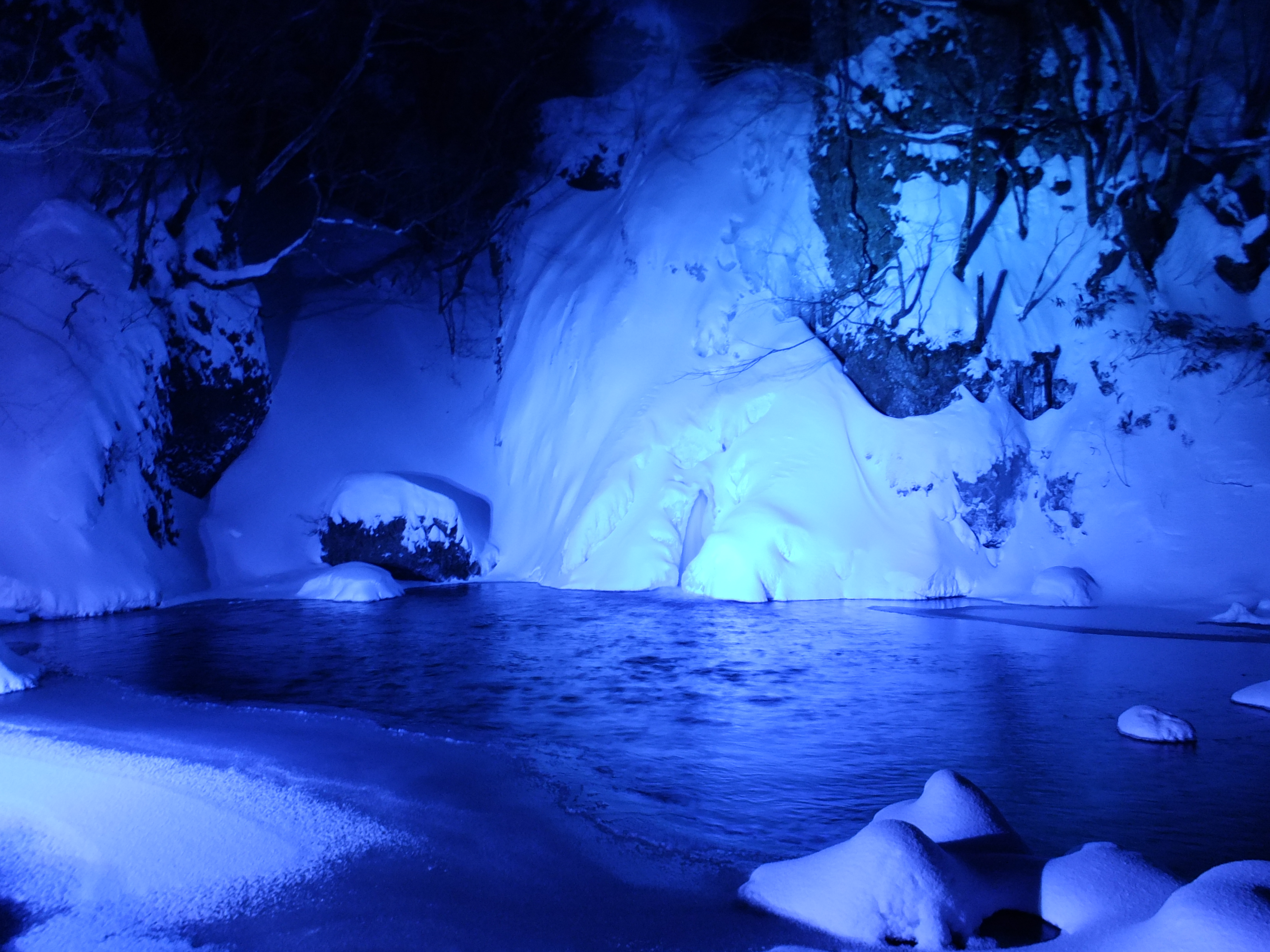
ライトアップされた峨瓏の滝